# 굿모닝 OBS
《굿모닝 OBS》는 OBS경인TV에서 2021년 5월 3일부터 2021년 10월 29일까지 방송했던 경기 인천 지역 아침 교양 정보 프로그램이었다.

## 프로그램 소개
OBS를 대표하는 경기 인천 지역 아침 교양 정보

## 방송 시간
| 방송 채널 | 방송 기간                          | 방송 시간                                                                          | 방송 분량  |
| --------- | ---------------------------------- | ---------------------------------------------------------------------------------- | ---------- |
| OBS경인TV | 2021년 5월 3일 ~ 2021년 10월 29일  | 매주 월요일 ~ 목요일 오전 7시 40분 ~ 오전 8시 10분 금요일 오전 7시 30분 ~ 오전 8시 | 30분       |
| OBS경인TV | 2009년 9월 21일 ~ 2009년 11월 6일  | 매주 평일 오전 6시 30분 ~ 오전 7시 50분                                            | 1시간 20분 |
| OBS경인TV | 2014년 4월 14일 ~ 2014년 10월 3일  | 매주 평일 오전 6시 ~ 오전 7시 25분                                                 | 1시간 25분 |
| OBS경인TV | 2013년 4월 15일 ~ 2014년 4월 11일  | 매주 평일 오전 6시 ~ 오전 7시 45분                                                 | 1시간 45분 |
| OBS경인TV | 2009년 11월 2일 ~ 2010년 2월 12일  | 매주 평일 오전 6시 ~ 오전 7시 50분                                                 | 1시간 50분 |
| OBS경인TV | 2010년 2월 15일 ~ 2012년 4월 20일  | 매주 평일 오전 6시 ~ 오전 7시 55분                                                 | 1시간 55분 |
| OBS경인TV | 2007년 12월 28일 ~ 2008년 5월 30일 | 매주 평일 오전 7시 ~ 오전 9시                                                      | 2시간      |
| OBS경인TV | 2012년 4월 23일 ~ 2013년 4월 12일  | 매주 평일 오전 6시 ~ 오전 8시 20분                                                 | 2시간 20분 |
| OBS경인TV | 2008년 6월 2일 ~ 2009년 4월 3일    | 매주 평일 오전 6시 ~ 오전 8시 30분                                                 | 2시간 30분 |
| OBS경인TV | 2009년 4월 6일 ~ 2009년 7월 3일    | 매주 평일 오전 6시 30분 ~ 오전 9시                                                 | 2시간 30분 |

## MC

### 남성
| 대수 | 진행자             | 진행 기간                    | 비고 |
| ---- | ------------------ | ---------------------------- | ---- |
| 1대  | 코미디언 강성범    | 2007년 12월 28일 ~ 일자 미상 |      |
| 2대  | 유형서 前 아나운서 | 일자 미상 ~ 일자 미상        |      |
| 3대  | 홍원기 아나운서    | 일자 미상 ~ 일자 미상        |      |
| 4대  | 김준호 아나운서    | 일자 미상 ~ 일자 미상        |      |
| 5대  | 유영선 아나운서    | 일자 미상 ~ 2014년 10월 3일  |      |

### 여성
| 대수 | 진행자             | 진행 기간                   | 비고 |
| ---- | ------------------ | --------------------------- | ---- |
| 1대  | 방송인 전제향      | 일자 미상 ~ 일자 미상       |      |
| 2대  | 모델 이미진        | 일자 미상 ~ 일자 미상       |      |
| 3대  | 최지해 아나운서    | 일자 미상 ~ 일자 미상       |      |
| 4대  | 강미정 前 아나운서 | 일자 미상 ~ 2014년 10월 3일 |      |

## 코너
| 코너명        | 비고  |
| ------------- | ----- |
| 오! 이 맛이야 |       |
| 경이로운 세상 | [ 3 ] |

## 타이틀 변천사
| 기수 | 프로그램 타이틀 | 방송 기간                          |
| ---- | --------------- | ---------------------------------- |
| 1기  | 생방송 5BS      | 2007년 12월 28일 ~ 2009년 3월 29일 |
| 2기  | 생방송 OBS      | 2009년 4월 1일 ~ 일자 미상         |
| 3기  | 생방송 OBS      | 일자 미상 ~ 2014년 10월 5일        |
| 4기  | 굿모닝 OBS      | 2021년 5월 3일 ~ 2021년 10월 29일  |

## 특이 사항
프로그램 특징상 MC 없이 방송하는 것이 특징이다.

## 비고
1. ↑  현재 평일 OBS 뉴스 730 남성 앵커
2. ↑  현재 OBS 뉴스 오늘 앵커
3. ↑  수요일부터 금요일에만 방송